# 南原實相寺鐵造如來坐像
南原實相寺鐵造如來坐像（韓語：남원 실상사 철조여래좌상），位於全北特別自治道南原市實相寺，乃南北國新羅時代鐵鑄造的如來坐像。此如來坐像高約2.66米，臉部看起來圓潤且有彈性，肩膀的線條看起來很柔和。據傳由實相寺秀澈和尚用四千斤鐵熔鑄而建，是一尊具有韓國文化的鐵雕佛像。1963年1月21日正式成為大韓民國寶物第41號寶物。

## 歷史沿革
南原實相寺鐵造如來坐像，興建於新羅時代公元9世紀中葉，1597年萬曆朝鮮之役爆發，實相寺古蹟幾乎全毀。於朝鮮肅宗26年（1700年），再度重建。但在高宗19年（1882年）時，又毀於一場大火之中，僅部份建築倖存保留。1987年政府進行不朽的復活，將其右手抬高至胸前用拇指捻中指，其它手指自然舒張，左手放至膝蓋上，手心向上，拇指和中指握在一起，呈現蓮指狀，此一手印為「施無畏印」，象徵著佛陀的說法之意、般若智慧、誓立渡人。目前寺內所珍藏的寶物，是所有地方文化財的廟宇最多的。1963年1月21日韓國政府將其坐像編列至大韓民國寶物第41號寶物。